# رمفان

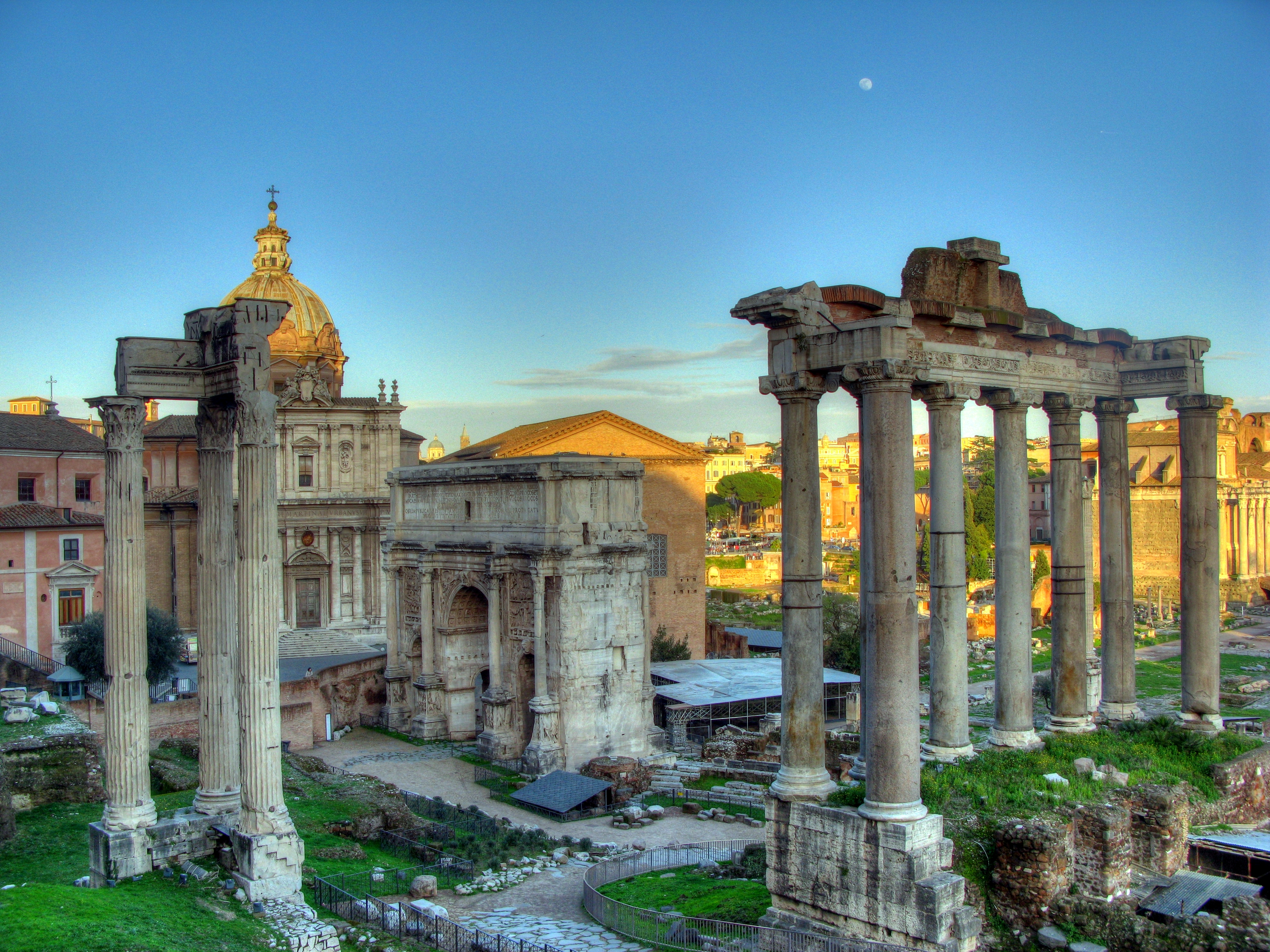
معبد زحل في فبراير 2010

رمفان هو اسم معبود وثني وباليونانية (ρεμφαν) يشير إلى عبادة الكوكب زحل  وهو مأخوذ من الاسم اليوناني لكوكب زحل الذي هو (Φαινων) والتي تعني التألق ومن الفعل (φαινω) والتي تعني تألق. وكانوا يعبدون على أنه اله الزراعة ساتورن.
رمفان أو كيوان يشير إلى الإله أمسو عند المصريين القدماء  الذي كان يشير إلى عبادة زحل وكان تمثال هذا الإله على شكل نجم سداسي حمله الشعب اليهودي أثناء سيرهم في البرية وكانوا يسجدون له. يقول إسحاق كارو إن كل المنجمين مثلوا زحل كنجم لإسرائيل 

## رمفان في التوراة والإنجيل
ورد ذكره في العهد القديم في سفرعاموس الإصحاح الخامس «بَلْ حَمَلْتُمْ خَيْمَةَ مَلْكُومِكُمْ، وَتِمْثَالَ أَصْنَامِكُمْ، نَجْمَ إِلهِكُمُ الَّذِي صَنَعْتُمْ لِنُفُوسِكُمْ.» (سفر عاموس 5: 26) والنجم المقصود هنا هو نجم رمفان أو «كيوان» كما ورد بالترجمة العبرية للنص.
ورد ذكره في العهد الجديد في سفر أعمال الرسل الإصحاح السابع (بَلْ حَمَلْتُمْ خَيْمَةَ مُولُوكَ، وَنَجْمَ إِلهِكُمْ رَمْفَانَ، التَّمَاثِيلَ الَّتِي صَنَعْتُمُوهَا لِتَسْجُدُوا لَهَا. فَأَنْقُلُكُمْ إِلَى مَا وَرَاءَ بَابِلَ.)(سفرأعمال الرسل 7: 43)  ونجمة رمفان وهي نجمة سداسية إتخذها اليهود رمزاً للإله الذي كان على شكل نجمة سداسية وتشير إلى النجم زحل الذي هو على سكل مسدس الذي كان يعبده الوثنيون وكانوا يسجدون له في يوم السبت 

## رمفان في القران
لم يرد الحديث عن رمفان بالتصريح في القران الكريم إلا ان القران قد أشار إلى الطبيعة الوثنية في الديانة اليهودية فعند مراجعة التاريخ اليهودي، نجد أن بني إسرائيل الذين كانوا يتصفون بميلهم إلى الوثنية اعتمدوا على عدة روافد، من خلال الثقافنين اللتين عاصرتاها وامتزجتا بها، وهما: الثقافة الفرعونية المصرية القديمة، والثقافة البابلية. وعبادة العجل الذي ذكر في العهد القديم (الإله مِلْكوم إله العمونيين) ذكرها القران أيضاً في (وَاتَّخَذَ قَوْمُ مُوسَى مِنْ بَعْدِهِ مِنْ حُلِيِّهِمْ عِجْلًا جَسَدًا لَهُ خُوَارٌ).